# International Journal of Theoretical Physics
International Journal of Theoretical Physics is een internationaal, aan collegiale toetsing onderworpen wetenschappelijk tijdschrift op het gebied van de theoretische fysica.
De naam wordt in literatuurverwijzingen meestal afgekort tot Int. J. Theor. Phys.
Het wordt uitgegeven door Springer Science+Business Media en verschijnt maandelijks.
Het eerste nummer verscheen in 1968.